# Henri IV (roi de Castille)
Pour les articles homonymes, voir Henri et Henri IV.
Henri IV de Castille, né le 25 janvier 1425 à Valladolid et mort le 11 décembre 1474 à Madrid, fils du roi de Castille Jean II, de la maison de Trastamare, est roi de Castille et de León de 1454 à 1474 et comte de Barcelone de 1462 à 1463.
Son règne est marqué par une longue rébellion de la haute noblesse, qui soutient l'infant Alphonse, demi-frère de Henri, contre le roi. Après la mort d'Alphonse, leur soutien se reporte vers l'infante Isabelle, demi-sœur du roi, mais celle-ci s'étant mariée secrètement avec l'infant Ferdinand d'Aragon, les rebelles se rallient au roi et à sa fille Jeanne.
La mort de Henri IV déclenche la guerre de Succession de Castille, qui oppose les partisans de Jeanne et ceux d'Isabelle et Ferdinand, les futurs Rois catholiques.

## Biographie

### Origines familiales et formation
Il est le fils de Jean II (1405-1454) et de Marie d'Aragon (1396-1445), fille du roi d'Aragon Ferdinand Ier (1380-1416).

### L'infant

#### Mariage avec Blanche de Navarre (1440)
À l'âge de 15 ans, Henri est marié à Valladolid avec Blanche de Navarre, fille de la reine de Navarre Blanche Ire et du roi Jean II d'Aragon.
La cérémonie religieuse est présidée par le cardinal Juan de Cervantes, évêque de Tui en Galice. Une grande compétition chevaleresque, le Passo de Valladolid, est organisé pour célébrer leur mariage.

#### Annulation du mariage (1453)
Aucun enfant ne nait de ce mariage. 
Aussi, en 1453, le pape Nicolas V accepte de l'annuler pour non-consommation. Le motif invoqué est « l'impuissance perpétuelle » de Henri dans sa relation avec Blanche.
Cela semble être un prétexte puisque, étant donné que Blanche et Henri sont cousins, la proximité du sang aurait pu être invoquée si ce dernier n'avait pas voulu épouser une autre de ses cousines, Jeanne de Portugal. Il fallait donc invoquer cette fausse raison pour permettre à Henri d'épouser son autre cousine.[réf. nécessaire]

#### Rôle politique sous le règne de Jean II
À l'instigation de son favori, Juan Pacheco (1419-1479), marquis de Villena (à partir de 1445) et grand maître de l'ordre de Santiago, le prince Henri prend une part active dans la vie politique du royaume de Castille à la fin du règne de son père.
Le règne de Jean II est déjà une période de rébellion nobiliaire, marqué par la première bataille d'Olmedo (1445), à laquelle participe Juan Pacheco, qui devient marquis de Villena à la suite de cette victoire du parti du roi.

### Roi de Castille (1454-1474)

#### Remariage avec Jeanne de Portugal (1455)
Deux ans plus tard, il épouse Jeanne de Portugal (1438-1475), fille du roi de Portugal Édouard Ier et d'Éléonore d'Aragon (1402-1445).
De ce mariage naît une fille, Jeanne de Castille (1462-1530).
Mais les ennemis du roi émettent des doutes sur sa légitimité. Selon eux, Jeanne serait issue d'une liaison entre la reine et le comte Beltrán de la Cueva (1435-1492), d'où le surnom qu'ils lui donnent : la Beltraneja (« la Bertrande »). Ils affirment que le roi est impuissant et que le mariage n'a pas été consommé.

#### Des débuts prometteurs

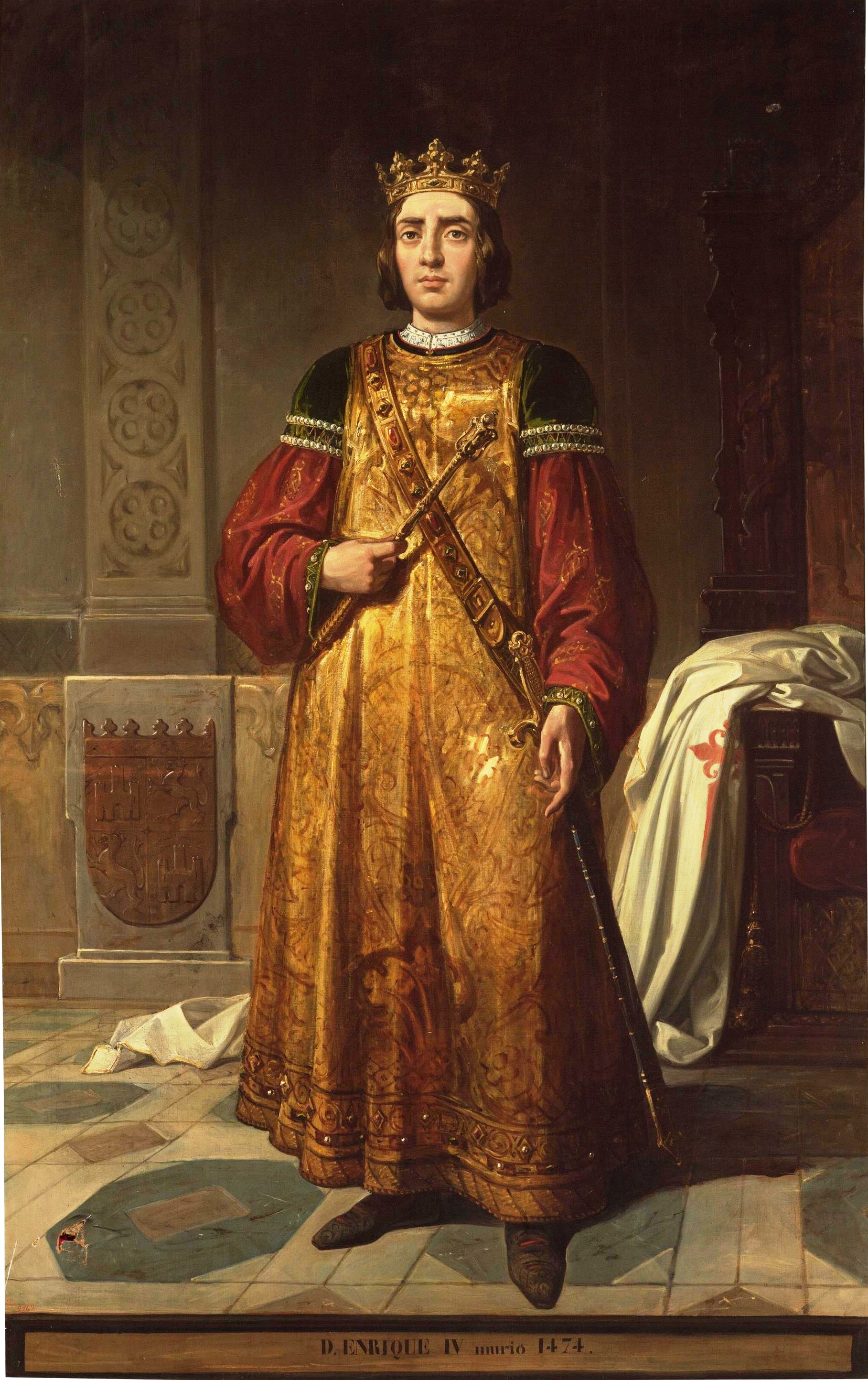
Henri IV de Castille, huile sur toile de Francisco Sainz Pinto, 1848. Musée du Prado.

Il accède au trône en 1454 et les premières années de son règne sont riches d'espérances[réf. nécessaire]. Il choisit ses principaux conseillers[Qui ?] dans la petite noblesse (hidalguia) et parmi les conversos (juifs et musulmans convertis au christianisme).
Bien qu'apparaisse assez rapidement[Quand ?] une opposition de la part d'un certain nombre de nobles de haut rang, groupés autour de l'archevêque de Tolède, Alfonso Carrillo de Acuña (1413-1482, en fonction à partir de 1446), Henri IV paraît[réf. nécessaire] pouvoir diriger le royaume d'une main ferme.
Il relance la guerre contre le royaume de Grenade, dernier État musulman dans la péninsule Ibérique, et s'empare de Jimena de la Frontera en 1457.
En 1462, les Catalans[pas clair], révoltés contre le roi Jean II d'Aragon, font appel à lui, mais après avoir hésité, Henri IV renonce à soutenir leur cause (Fontarrabie, 1463)[pas clair].

#### La rébellion de la haute noblesse au nom de l'infant Alphonse
La ligue des nobles[pas clair], rejointe par le marquis de Villena, met à profit l'indécision du roi[pas clair] pour accroître ses prétentions.
Henri accepte de désigner comme héritier présomptif son demi-frère Alphonse[Qui ?], simple jouet entre les mains de la grande noblesse[réf. nécessaire]. Enhardis par ce succès, les Grands décident alors de déposer le roi (c'est ce qu'on appelle la « farce d'Ávila » du 5 juin 1465) et de le remplacer par Alphonse.
Mais ils se heurtent à une partie de la noblesse fidèle à Henri, ainsi qu'à une organisation politique, la Hermandad General (« Fraternité générale »), constituée en 1467, témoignage éclatant du respect populaire pour le roi. Les rebelles sont vaincus à Olmedo en 1467.
Mais Henri se montre incapable de tirer avantage de cette victoire. Les rebelles réussissent à s'emparer de Ségovie mais Henri est finalement sauvé par la mort inattendue d'Alphonse.

#### L'ascension de l'infante Isabelle et le retournement des alliances
La ligue des nobles porte alors son choix sur la demi-sœur du roi, Isabelle, mais celle-ci refuse d'accéder au trône en se rebellant contre son demi-frère. Au terme d'une entrevue à Guisando en septembre 1468, Henri IV désigne sa sœur comme héritière présomptive de la couronne (pacte de Guisando). Mais le pacte est rompu peu après en raison du mariage secret d'Isabelle avec Ferdinand d'Aragon en 1469. Henri IV désigne alors sa fille Jeanne pour lui succéder (cérémonie du Val de Lozoya).
Face à la menace du renforcement du pouvoir royal du fait du mariage d'Isabelle et de Ferdinand, les Grands prennent le parti du roi et de la Beltraneja. La situation politique devient donc assez confuse.

### Mort de Henri IV et perspectives de la succession
Henri IV meurt sans avoir réglé la question de sa succession : le royaume va rapidement entrer dans une guerre civile entre les partisans de Jeanne et ceux d'Isabelle, dont celle-ci et son époux Ferdinand sortiront vainqueur.

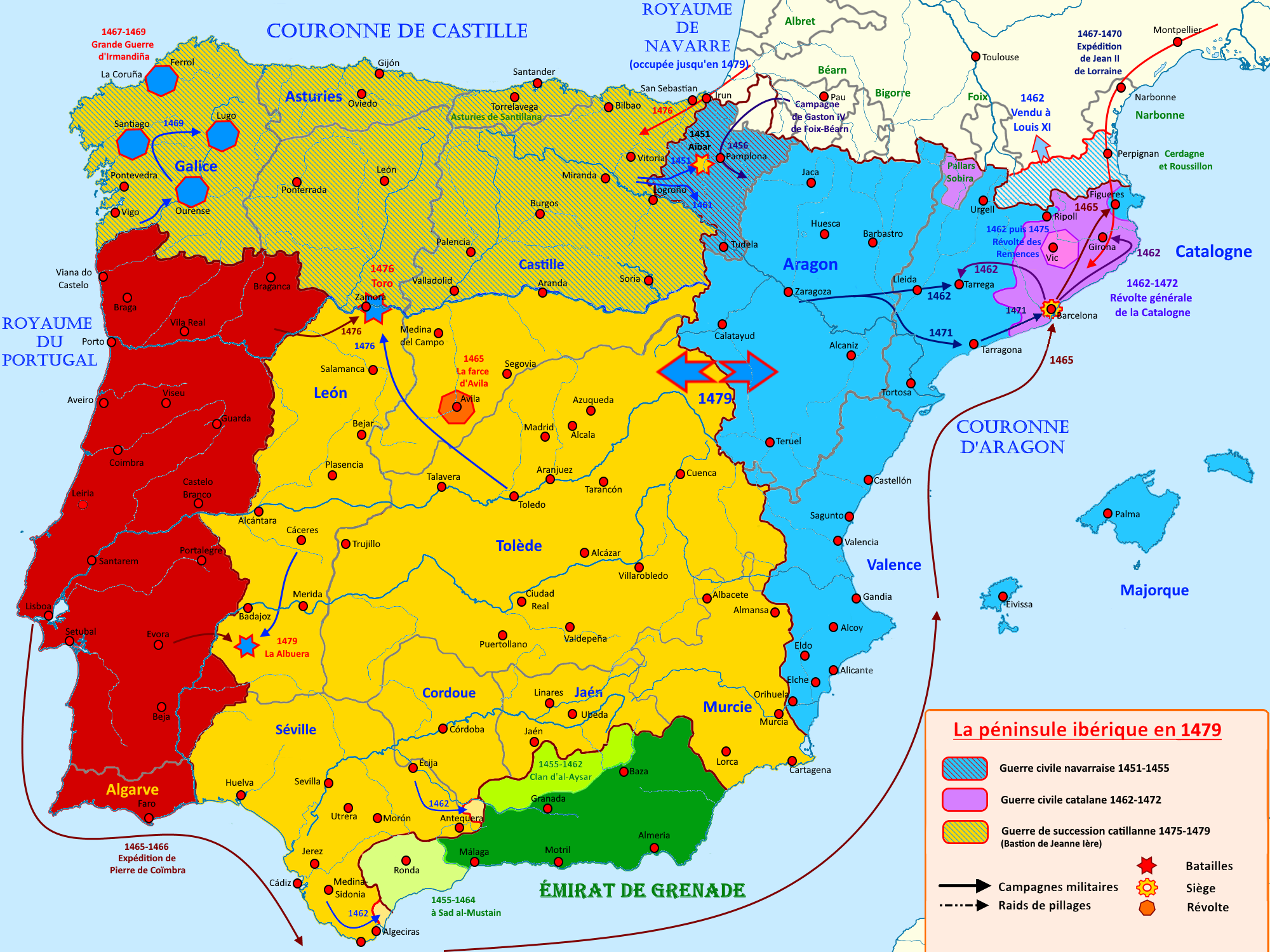
La couronne de Castille de 1450 à 1479